# Лесец
Лесец (бел. Лясец) — деревня в Озаричском сельсовете Калинковичского района Гомельской области Белоруссии.

## География

### Расположение
В 44 км на север от Калинкович, 20 км от железнодорожной станции Холодники (на линии Жлобин — Калинковичи), 44 км от железнодорожной станции Рабкор на линии Бобруйск-Рабкор. 165 км от Гомеля.

### Гидрография
На западе река Виша (приток реки Ипа) и мелиоративные каналы.

## Транспортная сеть
Через деревню пролегает автомобильная дорога Р31 Бобруйск (от М5) — Мозырь — граница Украины (Новая Рудня). Транспортные связи по просёлочной, затем по автодорогам, которые отходят от п. Озаричи. Планировка состоит из криволинейной улицы, ориентированной с юго-запада на северо-восток, к которой на юге присоединяются короткие улицы меридиональной и широтной ориентации. Застройка двусторонняя деревянная усадебного типа. Для переселенцев из Чернобыльской зоны в 1986 году построены кирпичные дома на 60 семей.

## История
По письменным источникам известна с XVIII века как деревня в Речицком уезде Минской губернии. Под 1778 год обозначена как селение (20 домов) в Озаричском церковном приходе. С 1799 года во владении тайного советника Л. Лашкарова. Согласно переписи 1897 года действовали церковно-приходская школа, хлебозапасный магазин, трактир. В 1910 году открыта школа. В 1931 году организован колхоз, действовала начальная школа (в 1935 году 114 учеников).
Во время Великой Отечественной войны в январе 1944 года оккупанты сожгли 109 дворов, убили 61 жителя. 101 житель погиб на фронте и в партизанской борьбе. 
В начале 1944 года в ходе освобождения БССР советскими войсками нацисты согнали жителей в Озаричский лагерь смерти для заражения тифом с целью задержания наступающих советских войск.
В 1957 году погибшие при освобождении населенных пунктов Лесец, Соловейки и Пчельник советские военнослужащие из разрозненных могил были перезахоронены в братской могиле по ул. Бобруйская вп. Озаричи. Всего в братской могиле захоронен 561 военнослужащий.
В 1966 году к деревне присоединена деревня Соловейки (Соловейка) (до 1925 года Роговцы) и посёлок Пчельник. 
В составе совхоза «Озаричский» (центр — деревня Озаричи)), располагались отделение связи, фельдшерско-акушерский пункт.

## Население
- 1897 год — 68 дворов 523 жителя (согласно переписи).
- 1908 год — 129 дворов, 658 жителей.
- 1917 год — 783 жителя.
- 1940 год — 186 дворов.
- 1959 год — 563 жителя (согласно переписи).
- 2004 год — 134 хозяйства, 348 жителей.